# Welcome to My Party
Welcome to My Party és el cinquè i darrer disc d'estudi del grup Rusted Root. Marca, com el disc anterior, un canvi de sonoritat que va deixar de banda els sons tribals de discos anteriors amb un so més pop, cosa que va desagradar molt als seus fans.

## Llista de temes
1. . "Union 7" – 4:39
2. . "Welcome to My Party" – 3:49
3. . "Women Got My Money" – 4:38
4. . "Blue Diamonds" – 4:56
5. . "Weave" – 3:59
6. . "Artificial Winter" – 4:17
7. . "Too Much" – 4:24
8. . "Sweet Mary" – 3:43
9. . "Hands Are Law" – 4:18
10. . "Cry" – 2:52
11. . "People of My Village" – 5:39

## Personal
- Michael Glabicki – vocals, guitarra
- Jenn Wertz – vocals
- Patrick Norman – baix
- Liz Berlin – vocals
- Jim Donovan – timbals, percussió
- John Buynak – guitarra
- John McDowell – teclats

- Bill Bottrell - productor, enginyer i mesclador
- Roxanne Webber - enginyer assistent
- Calvin Turnbull - enginyer assistent